# Marlon Lipke

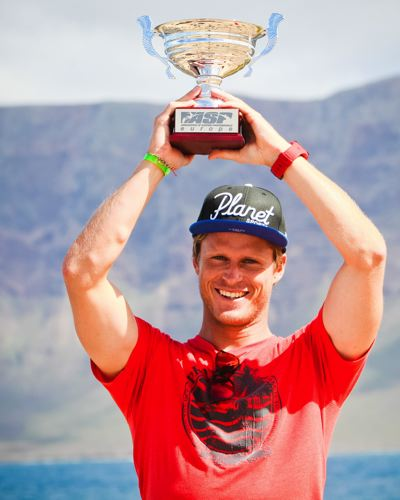
Marlon Lipke, 2012

Marlon Lipke (* 13. Februar 1984 in Lagos, Portugal) ist ein deutscher Wellenreiter.

## Werdegang
Geboren und aufgewachsen ist Lipke an der Algarve. 2004 gewann er den europäischen Pro-Junior-Titel und erreichte im selben Jahr den dritten Platz bei den WSL World Juniors, bei denen er sich im Viertelfinale gegen den amtierenden Junioren-Weltmeister Adriano Souza, durchsetzen konnte. In der australischen Zeitung Sydney Times wurde Lipke als „The Hulk“ bekannt. Er ist bis jetzt der einzige Deutsche und einer von nur wenigen Europäern, die sich für die WSL World Tour qualifizieren konnten. Derzeit lebt Lipke in Portugal.

## Titel und Erfolge
- Aufstieg in die WSL World Tour 2009
- Europäischer Junior Champion 2004
- 5 × Deutscher Meister in der Open Class
- 3. WSL World Junior Championships 2004
- 3. WSL Europe Tour 2007 und 2008
- 1. WSL European Champion 2012